# Jeppe Duvå
Jeppe Duvå (født 11. december 1960 i København) er en dansk journalist, der siden 2022 har været ansvarshavende chefredaktør på Kristeligt Dagblad.

## Biografi
Jeppe Duvå er uddannet journalist fra Danmarks Journalisthøjskole 1984-1988 og tog 1993-1994 en diplomuddannelse i økonomisk journalistik. I sin tid som værnepligtig i 1981 blev han uddannet som sanitetssoldat.
Duvå er katolik.

## Karriere
Duvå var ansat på dagbladet Politiken 1988-1995 efter at have været journalistpraktikant samme sted 1986-1987. 1994-1995 var han nyhedsredaktør på avisen. 1995-1998 var han erhvervsjournalist på Børsens Nyhedsmagasin, afbrudt af et år som reporter på DR TV-Avisens erhvervsredaktion 1996-1997.
Duvå blev ansat på Berlingske som journalistisk coach på avisens erhvervsredaktion 1998. Efterfølgende var han i perioden 1999-2002 erhvervsredaktør og 2002-2006 debatredaktør og leder af Berlingskes lederkollegium, det vil sige ansvarlig for formuleringen og udviklingen af avisens holdninger. I 2006-2007 arbejdede han som konsulent i finansiel kommunikation i konsulentvirksomheden Bottomline Communications A/S. Siden 2007 har han været i ledelsen af Kristeligt Dagblad som nyhedschef (2007-2013), redaktionschef (2013-2022) og chefredaktør (fra 2022).
Duvå har siden 2000 været medlem af censorkorpset for Danmarks Medie- og Journalisthøjskole (DMJX) og siden 2019 formand for Ankenævnet for Trykte Medier. Siden 2022 har han været medlem af Redaktionelt Udvalg i Danske Medier, og han er medstifter af Aloysius Selskabet.

## Forfatterskab
Duvå har skrevet Politikens Stil og Brug (1993) og været medredaktør af Vindue til verden – spejl af eksistensen, 27 tekster til Erik Bjerager (2018).

## Privatliv
Duvå er gift med journalist Hanne Stetting Duvå (født 28. marts 1961), med hvem han har to voksne døtre.